# Jindřich Šťáhlavský
Jindra Šťáhlavský (21. února 1945 Ústí nad Labem – 5. února 2013) byl český zpěvák country, známý svým nezaměnitelným basem. Začínal v ústecké skupině The Strangers (C studio Jiřího Šosvalda); songy: Ohio a Jak mít rád. Následně působil ve skupině Bluegrass Hoppers, a pak se stal členem country skupiny Fešáci, s kterou nazpíval mnoho hitů – například Jaro, Osud, Pojedou, Povodeň, Dívka z Rocky Mountain, Ohio, Plavá Jane nebo Poslední veřejné oběšení. Občas vystupoval také se skupinami Starý Fóry nebo Kliďánko z Ústí nad Labem a s pražskou Rekonvalescencí. Na české country scéně působil téměř 40 let. Kvůli těžké nemoci byl od roku 2008 upoután na invalidní vozík. Naposledy vystoupil v prosinci 2012 na vzpomínkovém koncertu k 45. výročí Fešáků v Ústí nad Labem.